# Борис Пинговић
Борис Пинговић (Сремска Митровица, 18. септембар 1970) српски је позоришни, телевизијски и филмски глумац.

## Биографија
Борис Пинговић је рођен у Сремској Митровици 18. септембра 1970. године, где је завршио основну и средњу школу. Глуму је дипломирао на Факултету драмских уметности у Београду, у класи професора Владимира Јевтовића и асистента Варје Ђукић, 1994. године. Стални је члан Народног позоришта од 1994. године.

## Филмографија
| Год.       | Назив                               | Улога                    |
| ---------- | ----------------------------------- | ------------------------ |
| 1990. е    |                                     |                          |
| 1993.      | Рај                                 |                          |
| 1994.      | Биће боље                           | секретар                 |
| 1997.      | Горе доле                           |                          |
| 1998.      | Враћање                             | Николин друг из рата     |
| 1998.      | Свирач                              | Свирач Сретен „Среја“    |
| 2000. е    |                                     |                          |
| 2002.      | Мајстор                             |                          |
| 2002.      | Загонетне варијације                | Ерик Ларсен, новинар     |
| 2002.      | Лисице (ТВ серија)                  | Мимина прва љубав        |
| 2003.      | Илка                                | Пуковник Јеврем Марковић |
| 2004.      | Трагом Карађорђа                    | Прота Матија Ненадовић   |
| 2004.      | Карађорђе и позориште               | Карађорђе I              |
| 2005.      | Љубав, навика, паника               | пијанац                  |
| 2006.      | Синовци                             |                          |
| 2006.      | Реконвалесценти                     | професор                 |
| 2007.      | Божићна печеница                    | Стеван Сремац            |
| 2007.      | Пешчаник                            |                          |
| 2007—2008. | Љубав и мржња                       | Војин                    |
| 2010. е    |                                     |                          |
| 2002-2015. | Вршачка позоришна јесен (ТВ серија) |                          |
| 2011—2012. | Жене са Дедиња                      | Роберт                   |
| 2011—2012. | Цват липе на Балкану (ТВ серија)    | Милош / Предраг          |
| 2013.      | На путу за Монтевидео               | редитељ Витомир          |
| 2013.      | Врата Србије: Мојсињска Света гора  | Константин Ћирило        |
| 2013—2016. | Синђелићи                           | психолог Коста           |
| 2014.      | Равна Гора (ТВ серија)              | Иван Милутиновић         |
| 2017.      | Хоризонти                           | Слободан                 |
| 2018.      | Пет                                 | Милош шумар              |
| 2020. е    |                                     |                          |
| 2018.      | Убице мог оца                       | Јован Деспотовић         |
| 2020-2021. | Тате                                | Лазар                    |
| 2021.      | Александар од Југославије           | Миленко Веснић           |
| 2021—2022. | Игра судбине                        | Никша Корлат             |
| 2023.      | Од јутра до сутра                   | др. Аврам Клајн          |
| 2024.      | Радио Милева                        | Вуксан                   |

## Синхронизацијске улоге
| Година синх. | Цртани филм                    | Улога                              |
| ------------ | ------------------------------ | ---------------------------------- |
| 2014-2015    | Змајеви: Серија                |                                    |
| 2017         | Лепотица и звер (филм из 2017) | Пер Роберт                         |
| 2017         | Страшна прича о играчкама      | Борбени Карл, Борбени Карл, јуниор |
| 2018         | Невиђени 2                     | Боб Пар / Господин Невиђени        |
| 2018         | Пећинци (филм из 2018)         |                                    |
| 2025         | Елио                           |                                    |

## Фестивали
Београдско пролеће:
- Живот, награда за најбољи текст, 2022